# Vaterpolski klub KVAŠK
Vaterpolski klub KVAŠK je vaterpolski klub iz Kućišta.
KVAŠK (Kućiško-Viganjski akademski športski klub) je nastao kao posljedica duge tradicije igranja vaterpola na poluotoku Pelješcu. 
Vođen trenerima Teo i Beris klub je dostigao visoke rezultate u 3. ligi gdje je bio 2 puta drugi. Ist tako, zbog administracijskih problem VK Šipan je morao odstupiti mjesto KVAŠK-u te je KVAŠK proglasen pobjednikom te sezone.
U sezoni 2007. Kvašk je prvi u pelješkoj ligi. 